# Ошомоко

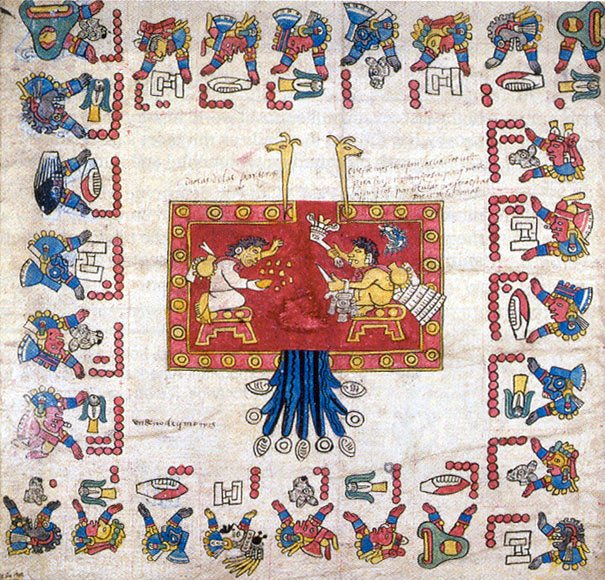
Ошомоко і Сіпактональ у Бурбонському кодексі.

Ошомоко (науатль Oxomoco) або Ошомо — в ацтекській міфології богиня й уособлення ночі, астрології та календаря. У старшому віці вона також була відома як Іцпапалотль (науатль Itzpapalotl).
Разом із Сіпактоналем, вважалися першою створеною людською парою. Обоє мали сина, бога Сонця, що сходить, Пільтцінтекутлі. 

## Етимологія
Ім'я богині Ошомоко з мови науатль означає «смола двох сосен», де «oxitl» — «смола»; «ome» — «два»; «ocotl» — «сосна».
Доктор Рафаель Тена з INAH перекладає ім'я Ошомоко як «Перша жінка», стверджуючи, що ім'я походить від слова уастеків «uxum» або «oxom», що означає «жінка», і від «ocox» або «oco», що означає «перша».

## Зображення

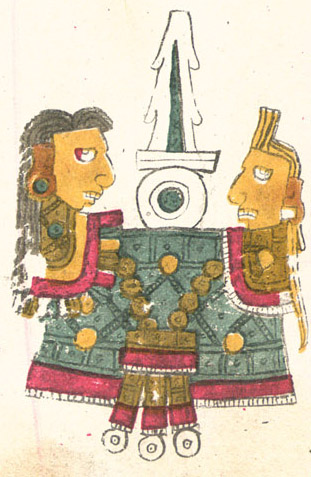
Ошомоко і Сіпактональ у Кодексі Борджіа.

Ошомоко та Сіпактональ згадуються в Кодексі Чимальпопока, де вони відповідали за календар. Вони також з'являються в легендах кіче, таких як Пополь-Вух. Деякі вчені, такі як нікарагуанець Фернандес де Ов'єдо-і-Вальдес, стверджують, що у цій парі Сіпактональ насправді був жінкою, а Ошомоко — чоловіком, і уособлювали поділ і протиставлення субстанції часу.
Інші дослідники з Нікарагуа, такі як Ефраїм Джордж Сквайєр та Френк Е. Компарато, також стверджують, що Ошомоко був чоловічої статі, а Сіпактональ — жіночої, і також що вони були чаклунами та магами. 
Втім четверо, які залишилися в Тамоанчані, були описані як «veutque» та «tlamatinjme», що зазвичай перекладається як «старі люди, мудреці». Але ці терміни мовою науатль не мають гендерного поділу, і лише одна з цих чотирьох — Ошомоко — була жіночого роду. 
У Бурбонському кодексі, Ошомоко та Сіпактональ зазвичай носять на спинах тютюновий гарбуз жерців. 
На деяких зображеннях богиня носить маску метелика і викидає з посуду кукурудзу та боби.
У Флорентійському кодексі Ошомоко зображена ворожкою, яка ворожить на вузликах.